# Гаїне (Доній Лапаць)
44°32′ пн. ш. 15°59′ сх. д. / 44.54° пн. ш. 15.98° сх. д.
Гаїне (хорв. Gajine) — населений пункт у Хорватії, у Лицько-Сенській жупанії у складі громади Доній Лапаць.

## Населення
Населення за даними перепису 2011 року становило 116 осіб.
Динаміка чисельності населення поселення:

## Клімат
Середня річна температура становить 8,52 °C, середня максимальна – 23,00 °C, а середня мінімальна – -8,10 °C. Середня річна кількість опадів – 1243 мм.
| Клімат поселення                              | Клімат поселення | Клімат поселення | Клімат поселення | Клімат поселення | Клімат поселення | Клімат поселення | Клімат поселення | Клімат поселення | Клімат поселення | Клімат поселення | Клімат поселення | Клімат поселення | Клімат поселення |
| Показник                                      | Січ.             | Лют.             | Бер.             | Квіт.            | Трав.            | Черв.            | Лип.             | Серп.            | Вер.             | Жовт.            | Лист.            | Груд.            |                  |
| Середній максимум, °C                         | 6,22             | 7,40             | 10,74            | 14,82            | 19,67            | 23,00            | 22,73            | 22,27            | 18,48            | 14,24            | 8,84             | 4,48             |                  |
| Середня температура, °C                       | −0,95            | 0,24             | 3,58             | 7,66             | 12,52            | 15,84            | 18,10            | 17,66            | 13,86            | 9,61             | 4,22             | −0,12            |                  |
| Середній мінімум, °C                          | −8,1             | −6,94            | −3,59            | 0,50             | 5,35             | 8,68             | 13,48            | 13,04            | 9,24             | 5,00             | −0,4             | −4,75            |                  |
| Норма опадів, мм                              | 87               | 89               | 95               | 107              | 97               | 98               | 77               | 85               | 116              | 128              | 146              | 118              |                  |
| Середньомісячна швидкість вітру, м/с          | 1.82             | 1.97             | 2.22             | 2.20             | 2.01             | 1.78             | 1.73             | 1.62             | 1.71             | 1.79             | 1.97             | 2.02             |                  |
| Середньомісячна сонячна радіація, кДж/м²·день | 4722             | 7406             | 10934            | 15415            | 19325            | 21232            | 22938            | 19914            | 14822            | 9564             | 5172             | 3941             |                  |
| --------------------------------------------- | ---------------- | ---------------- | ---------------- | ---------------- | ---------------- | ---------------- | ---------------- | ---------------- | ---------------- | ---------------- | ---------------- | ---------------- | ---------------- |
| Джерело:                                      |                  |                  |                  |                  |                  |                  |                  |                  |                  |                  |                  |                  |                  |